# Кінтанар-дель-Рей
Кінтанар-дель-Рей (ісп. Quintanar del Rey) — муніципалітет в Іспанії, у складі автономної спільноти Кастилія-Ла-Манча, у провінції Куенка. Населення — 7910 осіб (2010).
Муніципалітет розташований на відстані близько 230 км на південний схід від Мадрида, 100 км на південний схід від Куенки.

## Демографія
Динаміка населення (INE ):

## Галерея зображень

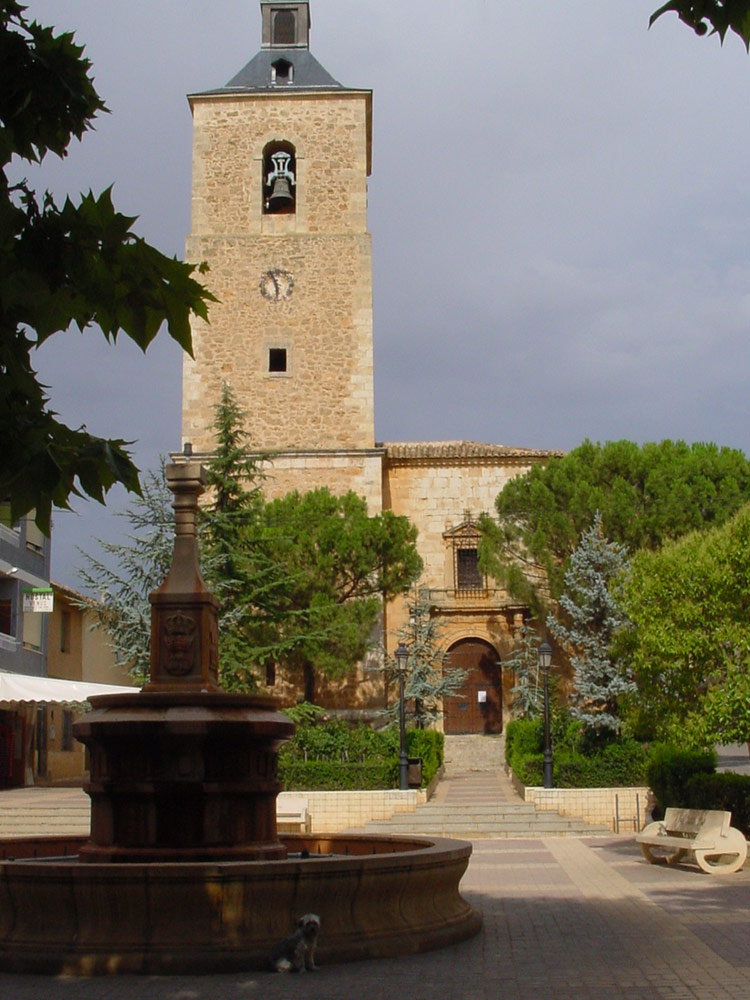
Парафіяльна церква Сан-Маркос
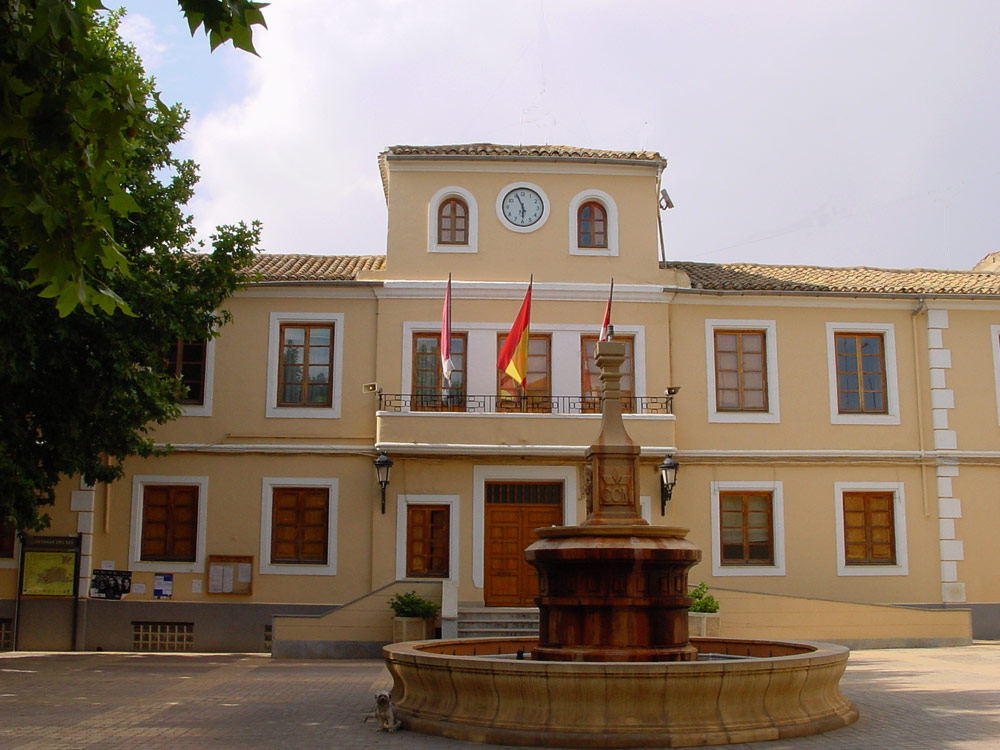
Муніципальна рада